# الهندوسية في الشرق الأوسط
وُجِدَت الهندوسية في الشرق الأوسط منذ أوائل القرن السادس عشر. الملايين من أعضاء شتات هندي ، من مختلف الديانات، يقيمون ويعملون في الدول العربية في الخليج العربي ؛ كثير منهم هندوس. جاء الكثير منهم بسبب هجرة المغتربين والموظفين الهنود ونيبال إلى المنطقة المحيطة في الخليج العربي .
بُنِّيَتْ معابد هندوسية في البحرين والإمارات العربية المتحدة واليمن وعمان . 

## النسبة السكانية
توزيع الهندوس بين دول الشرق الأوسط

## تاريخ
جاء المستوطنون الهنود للعيش في عمان ، وأنشأوا المستوطنات ومارسوا الهندوسية. كان البحارة العرب يستخدمون الرياح الموسمية الجنوبية الغربية للتجارة مع موانئ غرب الهند قبل القرن الأول الميلادي. غزا جيش عربي السند عام 711 واستقر التجار العرب في ولاية كيرلا في القرن السادس. في الاتجاه المعاكس، كان الغجراتيون والكوتشي وغيرهم من الهنود في العصور الوسطى يتاجرون على نطاق واسع مع الموانئ العربية والصومالية ، بما في ذلك هرمز وصلالة وسقطرى ومقديشو ومركا وبراوة وهوبيو ومسقط وعدن . كان التجار العرب هم الناقلون المهيمنون لتجارة المحيط الهندي حتى حل البرتغال محلهم بالقوة في نهاية القرن الخامس عشر. تجددت الروابط الهندية العربية في ظل الإمبراطورية البريطانية ، عندما تمركز العديد من الهنود الذين يخدمون في الجيش أو الخدمة المدنية في الأراضي العربية مثل السودان .[بحاجة لمصدر] تعود الموجة الحالية من الهجرة الهندية إلى الدول العربية في الخليج العربي إلى الستينيات تقريبًا. الهندوسية هي أيضًا واحدة من أسرع الديانات نموًا في الشرق الأوسط، ويرجع ذلك أساسًا إلى الهجرة من شبه القارة الهندية .[بحاجة لمصدر]
في سنة 2001، اكتشف علماء استغوار البلجيكيون عددًا كبيرًا من النقوش والرسومات والأشياء الأثرية في جزيرة سقطرى في اليمن   التي تركها البحارة الذين زاروا الجزيرة من القرن الأول قبل الميلاد إلى القرن السادس الميلادي. معظم النصوص التي عُثِّر عليها كانت مكتوبة بالخط البراهمي الهندي. 

## مصر
كان هناك حوالي 2.700 هندوسي في مصر في عام 2010.  وانخفض هذا العدد إلى حوالي 1.535 في عام 2020. 

## سلطنة عمان

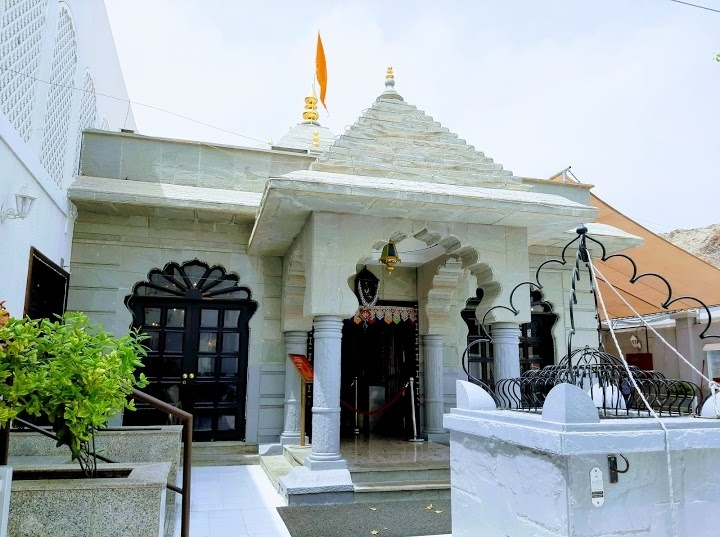
يعد معبد شيفا في مسقط القديمة أحد أقدم المعابد الهندوسية في الشرق الأوسط.

عمان لديها أقلية هندوسية مهاجرة. انخفض عدد الهندوس في القرن العشرين على الرغم من استقراره الآن. جاءت الهندوسية لأول مرة إلى مسقط عام 1507 من كوتش .
تحدث الهندوس الأصليون لغة الكوتشي . بحلول أوائل القرن التاسع عشر، كان هناك ما لا يقل عن 4.000 هندوسي في عمان، جميعهم من الطبقة التجارية المتوسطة. وبحلول عام 1900، انخفض عددهم إلى 300. وفي عام 1895، تعرضت المستعمرة الهندوسية في مسقط لهجوم من قبل المذهب الإباضية . وبحلول وقت الاستقلال أو الحرية، لم يبق في عمان سوى بضع عشرات من الهندوس. ولم تعد الأحياء الهندوسية التاريخية في الولجة والبانيان محتلة من قبل الهندوس. أبرز المهاجرين الهندوس، هم فيسومال دامودار غاندي، كيمجي رامداس، دانجي مورارجي، راتانسي بوروشوتام وبوروشوتام توبراني. وتقع المحرقة الهندوسية الوحيدة في صحار شمال غرب مسقط . 

### معابد
المعابد الهندوسية التي كانت موجودة في معبد البنيان وبيت البير لم تعد موجودة بعد إعادة تطوير المنطقة في منتصف 1970.  المعابد الهندوسية النشطة الوحيدة اليوم هي مجمع معابد شيفا في مسقط (المعروف محليًا باسم موتيشوار ماندير)،  ومعبد كريشنا الواقع في دارسيت . 

## قطر
ويشكل الهندوس 15.9% من سكان قطر . هناك ما يقدر بـ 422118 هندوسيًا في البلاد.   العديد من الهندوس هم من جنوب وجنوب شرق آسيا.  

## المملكة العربية السعودية
تفسر السلطات السعودية الرموز الهندوسية على أنها أصنام، وعبادة الأصنام مُدانة بشدة في الإسلام السني . ومن المحتمل أن يكون هذا هو الأساس للموقف الصارم للسلطات السعودية عندما يتعلق الأمر بالممارسات الدينية لعبادة الأصنام. 

## الإمارات العربية المتحدة
يشكل سكان جنوب آسيا في دولة الإمارات العربية المتحدة أكبر مجموعة عرقية في البلاد.  يقدر أن أكثر من 2 مليون مهاجر هندي (معظمهم من ولايات كيرلا وأندرا برديش وكارناتاكا الساحلية وتاميل نادو بجنوب الهند ) يعيشون في الإمارات العربية المتحدة، ويشكلون 28% من إجمالي سكان الإمارات اعتبارًا من عام 2017.  ويعيش غالبية الهنود في أكبر ثلاث مدن في دولة الإمارات العربية المتحدة - أبو ظبي ودبي والشارقة . ومن بين مليوني مهاجر، هناك مليون من ولاية كيرالا و450 ألفاً من ولاية تاميل نادو، مما يشكل غالبية الجالية الهندية في الإمارات العربية المتحدة. وقد ارتفع عدد المهاجرين الهنود في الإمارات من 170 ألفاً في عام 1975 إلى ما يقدر بنحو 750 ألفاً في عام 1999.
وبحلول عام 2009، ارتفعت هذه القيمة إلى ما يقدر بنحو 2 مليون دولار. غالبية الهنود في دولة الإمارات العربية المتحدة (حوالي 50٪ - 883313 في عام 2011) هم من ولاية كيرالا جنوب الهند، يليهم المهاجرون من تاميل نادو. غالبية المهاجرين الهنود إلى الإمارات العربية المتحدة هم من المسلمين (50%)، يليهم المسيحيون (25%) والهندوس (25%). يقدر عدد السكان الهندوس في دولة الإمارات العربية المتحدة بين 6-10٪. 

### المعابد
في عام 1958، مُنِحَ الإذن ببناء المعبد الهندوسي في دبي في مجمع يضم شيفا ماندير، وكريشنا ماندير، وغورودوارا . في يناير 2024، اُفْتُتِح معبد هندوسي جديد في دبي في جبل علي ونُقِّل معبد شيفا ماندير وجورودوارا الحاليين إلى هذا الموقع الجديد. لا يزال كريشان ماندير موجودًا في المجمع الأصلي في بر دبي. 
غالبية الهندوس الذين يعيشون في الإمارات العربية المتحدة يمارسون شعائرهم الدينية داخل منازلهم.  أقيم حفل وضع حجر الأساس للمعبد الجديد، معبد سوامينارايان ، في أبريل 2019.   أقيمت مراسم افتتاح المعبد في 14 فبراير 2024. 

## اليمن
ويوجد حوالي 200 ألف هندوسي في اليمن .  والعديد منهم من الهند ونيبال. 

## المعابد الهندوسية
- معبد سوامينارايان ، الإمارات العربية المتحدة
- معبد السندي جورو دربار في دبي، الإمارات العربية المتحدة
- موتيشوار ماندير في مسقط، عمان
- المعبد الهندوسي في دبي ، الإمارات العربية المتحدة
- معبد شريناثجي، البحرين

## أنظر أيضا
- الهندوسية حسب البلد
- الهندوسية في إسرائيل
- البوذية في الشرق الأوسط